# Színi Sebő Zoltán
Színi Sebő Zoltán (Nagyvárad, 1907. április – Tirana, 1961. szeptember 8.) nagyváradi magyar szobrász. 

## Életútja, munkássága
Szülővárosában érettségizett, az első világháború után Budapesten tanult tovább. Hivatalnoki pályát választott, hogy szabad idejében a szobrászattal foglalkozhasson. Első bemutatkozásán, 1932-ben, Nagyváradon főleg aktokat állított ki. Jelentősebb munkái az Újságíró Klub nyári kerthelyiségének medencéjéből kiemelkedő életnagyságú női akt (1933) és a kőből faragott Szent László lovas szobor (1933), amelyről csak fénykép maradt meg. Nevét az Ady Endre érmindszenti emlékházának felavatására készített emlékmű (1935), valamint a nagyváradi zsidó temetőben Kecskeméti Lipót tudós rabbi síremléke és a nagyváradi városi ravatalozó homlokzati domborműve őrzi. József Attila kőszobrát is elkészítette Balatonszárszóra, ennek holléte azonban ismeretlen. Olykor jelentkezett még tárlatokon portrékkal, plakettekkel, de a létbizonytalanság ismét hivatali állásba kényszerítette. Nyelvtudásának köszönhetően a második világháború idején diplomáciai beosztásba került.